# GABRG1
GABRG1 (англ. Gamma-aminobutyric acid type A receptor gamma1 subunit) – білок, який кодується однойменним геном, розташованим у людей на короткому плечі 4-ї хромосоми.  Довжина поліпептидного ланцюга білка становить 465 амінокислот, а молекулярна маса — 53 595.
| 10         |  | 20         |  | 30         |  | 40         |  | 50         |
| ---------- |  | ---------- |  | ---------- |  | ---------- |  | ---------- |
| MGPLKAFLFS |  | PFLLRSQSRG |  | VRLVFLLLTL |  | HLGNCVDKAD |  | DEDDEDLTVN |
| KTWVLAPKIH |  | EGDITQILNS |  | LLQGYDNKLR |  | PDIGVRPTVI |  | ETDVYVNSIG |
| PVDPINMEYT |  | IDIIFAQTWF |  | DSRLKFNSTM |  | KVLMLNSNMV |  | GKIWIPDTFF |
| RNSRKSDAHW |  | ITTPNRLLRI |  | WNDGRVLYTL |  | RLTINAECYL |  | QLHNFPMDEH |
| SCPLEFSSYG |  | YPKNEIEYKW |  | KKPSVEVADP |  | KYWRLYQFAF |  | VGLRNSTEIT |
| HTISGDYVIM |  | TIFFDLSRRM |  | GYFTIQTYIP |  | CILTVVLSWV |  | SFWINKDAVP |
| ARTSLGITTV |  | LTMTTLSTIA |  | RKSLPKVSYV |  | TAMDLFVSVC |  | FIFVFAALME |
| YGTLHYFTSN |  | QKGKTATKDR |  | KLKNKASMTP |  | GLHPGSTLIP |  | MNNISVPQED |
| DYGYQCLEGK |  | DCASFFCCFE |  | DCRTGSWREG |  | RIHIRIAKID |  | SYSRIFFPTA |
| FALFNLVYWV |  | GYLYL      |  |            |  |            |  |            |

A: Аланін

C: Цистеїн

D: Аспарагінова кислота

E: Глутамінова кислота

F: Фенілаланін

G: Гліцин

H: Гістидин

I: Ізолейцин

K: Лізин

L: Лейцин

M: Метіонін

N: Аспарагін

P: Пролін

Q: Глутамін

R: Аргінін

S: Серин

T: Треонін

V: Валін

W: Триптофан

Кодований геном білок за функціями належить до іонних каналів, хлорних каналів. 
Задіяний у таких біологічних процесах як транспорт іонів, транспорт, поліморфізм. 
Білок має сайт для зв'язування з хлоридом. 
Локалізований у клітинній мембрані, мембрані, клітинних контактах, синапсах.